# Rosalind Groenewoud
Rosalind Groenewoud, (née le 10 décembre 1989 à Calgary), est une skieuse acrobatique canadienne spécialiste du half-pipe. Aux Championnats du monde 2011, elle est médaillée d'or en half-pipe à Park City.

## Carrière
Elle a débuté en Coupe du monde en janvier 2006 et obtient son premier podium deux ans plus tard à Valmalenco. La canadienne a remporté en 2011, les Championnats du monde puis en 2012 les Winter X Games, victoire qu'elle a dédié à sa  compatriote défunte Sarah Burke. 
En 2013, Groenewoud fait partie des skieuses qui sont citées comme prétendantes au titre olympique du half-pipe, nouvelle épreuve au programme olympique en 2014 à Sotchi. Au début de la saison 2013-2014, la skieuse a du être opérée au genou après une blessure contractée en décembre. Deux semaines avant les Jeux olympiques, elle fait son retour aux Winter X Games durant lesquels elle remporte la médaille d'argent au superpipe.

## Palmarès

### Jeux olympiques
- JO de Sotchi 2014 : 7e

### Championnats du monde
| Édition/Discipline             | skicross |
| Mondiaux 2009 à Inawashiro     | 12e      |
| Mondiaux 2011 à Deer Valley    | Or       |
| Mondiaux 2013 à Voss-Myrkdalen | 12e      |

### Coupe du monde
- Meilleur classement général : 3e en 2013.
- Meilleur classement en half-pipe : 2e en 2011, 2012 et 2013.
- 8 podiums dont 2 victoires (Kreischberg 2011, Sierra Nevada 2013).

### Winter X Games
- Médaille d'or en 2012
- Médaille d'argent en 2013 et 2014
- Médaille de bronze en 2010 et 2011